# ماتريس دي كاماراجيب
ماتريس دي كاماراجيب (بالبرتغالية: Matriz de Camaragibe) هي بلدية تقع في البرازيل في ألاغواس.